# Ladislav Boros
Ladislav Boros (2. října 1927 v Budapešti – 8. listopadu 1981 v Chamu, jinak též Ladislaus Boros a László Boros) byl katolický teolog a do roku 1973 jezuita.

## Život
Po svém útěku z komunistického Maďarska v roce 1949 Boros studoval filosofii a teologii na různých evropských jezuitských školách. V roce 1954 získal v Mnichově doktorát z filozofie s tezí o problému časovosti u Augustina. V roce 1957 byl Ladislav Boros vysvěcen na kněze (Enghien, Belgie) a v letech 1958 až 1973 zaměstnán v jezuitského časopisu Orientierung v Curychu. Od roku 1963 působil jako lektor religionistiky na teologické fakultě v Innsbrucku.
V roce 1973 vystoupil z jezuitského řádu, oženil se a živil se jako spisovatel na volné noze.

## Teologie
V teologii se Ladislav Boros zabýval například eschatologií, setkáním s Bohem a modlitbou.

## Práce
- Das Problem der Zeitlichkeit bei Augustinus. München, Philosophische Fakultät, Dissertation 1954
- Mysterium mortis: Der Mensch in der letzten Entscheidung. Olten; Freiburg i. Br.: Walter 1962 (Neuaufl.: Mainz 1993 ISBN 3-7867-1719-2)
- Der anwesende Gott: Wege zu einer existentiellen Begegnung. Olten; Freiburg i. Br.: Walter 1964 (Taschenbuch als: Der anwesende Gott: Jesus menschlich betrachtet. Freiburg u.a. 1972 ISBN 3-451-01941-8)
- Aus der Hoffnung leben: Zukunftserwartung in christlichem Denken. Olten; Freiburg i. Br.: Walter 1968 (Neuaufl.: Mainz 1992 ISBN 3-7867-1620-X)
- Wir sind Zukunft. Mainz: Matthias-Grünewald 1969
- 1975 "Phasen des Lebens"(Wachstum, Krisen, Entfaltung und Vollendung des Menschen). Walter-Verlag, Olten.
- 1977 "Erlöstes Dasein" (In sechs theologischen Meditationen spricht Boros über Schöpfung, das Leid, den Tod und die Auferstehung, mit einem Wort: über die Liebe Gottes). Topos-Taschenbücher, Band 2, ISBN 3-7867-0385-X.
- 1978 "In der Versuchung" (Einübung in die Meditation), Herder-Taschenbuch, Band 660, ISBN 3-451-07660-8.
- 1979 "Im Menschen Gott begegnen" - Topos-Taschenbücher, Band 78, ISBN 3-7867-0740-5.
- česky 1991 "Bůh mezi námi", překlad V. Matějček st., nakladatelství Signum unitatis.